# Рыбаков, Василий Арсеньевич
Васи́лий Арсе́ньевич Рыбако́в (4 апреля 1908 — 17 ноября 1980) — советский дипломат. Чрезвычайный и полномочный посланник II класса.

## Биография
Член ВКП(б) с 1931 года. Окончил Ленинградский институт внешней торговли в 1939 году. На дипломатической работе с 1939 года.
- В 1939—1941 годах — старший референт, помощник генерального секретаря НКИД СССР.
- В июне 1941 года — сотрудник постпредства СССР в Германии.
- С августа по октябрь 1941 года — помощник заведующего Отделом скандинавских стран НКИД СССР.
- В 1941—1942 годах — служба в РККА, подполковник.
- В 1942 году — начальник Отдела международной жизни Совинформбюро.
- С сентября 1944 по май 1946 года —  помощник политсоветника, советник миссии  СССР в Финляндии.
- С 8 мая 1946 по 24 сентября 1948 года — чрезвычайный и полномочный посланник СССР в Исландии[2].
- С 24 сентября 1948 по 13 декабря 1953 года — чрезвычайный и полномочный посланник СССР в Эфиопии[3].
- В 1955—1956 годах — советник, эксперт-консультант Отдела Юго-Восточной Азии МИД СССР.
- В 1956—1958 годах — генеральный консул СССР в Бомбее (Индия).
- В 1959—1974 годах — помощник заведующего Отделом стран Ближнего Востока МИД СССР.

## Награды
- орден Красной Звезды (13.09.1945)
- медали